# ستون پیروزی برلین
ستون پیروزی (به آلمانی: ، از Sieg "پیروزی" + Säule "ستون") یک بنای یادبود در برلین، آلمان است. این ستون توسط هاینریش استراک پس از سال ۱۸۶۴ برای بزرگداشت پیروزی پروس در جنگ دوم اشلسویگ طراحی شد و در 2 سپتامبر ۱۸۷۳افتتاح شد. با وجود این در طول زمان ساخت ستون، اتفاقاتی همانند پیروزی پادشاهی پروس بر اتریش و متحدانش در جنگ اتریش و پروس در سال ۱۸۶۶ و غلبه بر فرانسه در جنگ فرانسه و پروس در سال‌های 1870 – 71، معنای جدیدی را به این ستون بخشید. در کنار هدف اصلی طراحی این ستون، پیروزی‌های بعدی در جنگ‌های وحدت آلمان و تشکیل آلمانی یکپارچه، باعث شد که طراحان ستون مجسمه‌ای برنزی از ویکتوریا، الهه پیروزی در رم باستان با ۸٫۳ متر (۲۷ فوت) ارتفاع و وزن 35 تن به آن اضافه کنند، مجسمه توسط فردریش دریک طراحی شد.

Berlin Siegessäule (2012)

ستون پیروزی یکی از جاذبه‌های مهم گردشگری در شهر برلین است. از سکوی مشاهده آن -که برای ورود به آن خرید بلیط لازم است - می‌توان نمای گسترده‌ای از برلین را دید.

## تاریخچه، طراحی و تأثیرات

### طراحی و ابعاد
زیربنای ساختمان این ستون، پایه ای از گرانیت قرمز صیقل داده شده ساخته شده‌است و خود ستون روی یک عمارت مدور با موزاییک شیشه ای قرار گرفته که توسط آنتون فون ورنر طراحی شده‌است.

### طراحان و معماران
ورنر سالن اصلی ستون‌ها را با موزاییک شیشه ای طراحی کرده‌است.
پایه ستون با چهار نقش برجسته برنزی تزئین شده‌است که سه جنگ به همراه رژه پیروزمندانه نیروها به سمت برلین را نشان می‌دهد که توسط این هنرمندان خلق شدند:
- موریتس شولز (۱۸۲۵-۱۹۰۴)
- کارل کیل (۱۸۳۸-۱۸۸۹)
- الکساندر کالاندرلی (۱۸۳۴-۱۹۰۳)
- و آلبرت ولف (۱۸۱۴-۱۸۹۲)

تزئین نقش برجسته در سال ۱۹۴۵ از ستون جدا شد. برای ۷۵۰ مین سالگرد شهر برلین در سال ۱۹۸۷ توسط رئیس‌جمهور وقت فرانسه، فرانسوا میتران به آن بازگردانده شد.

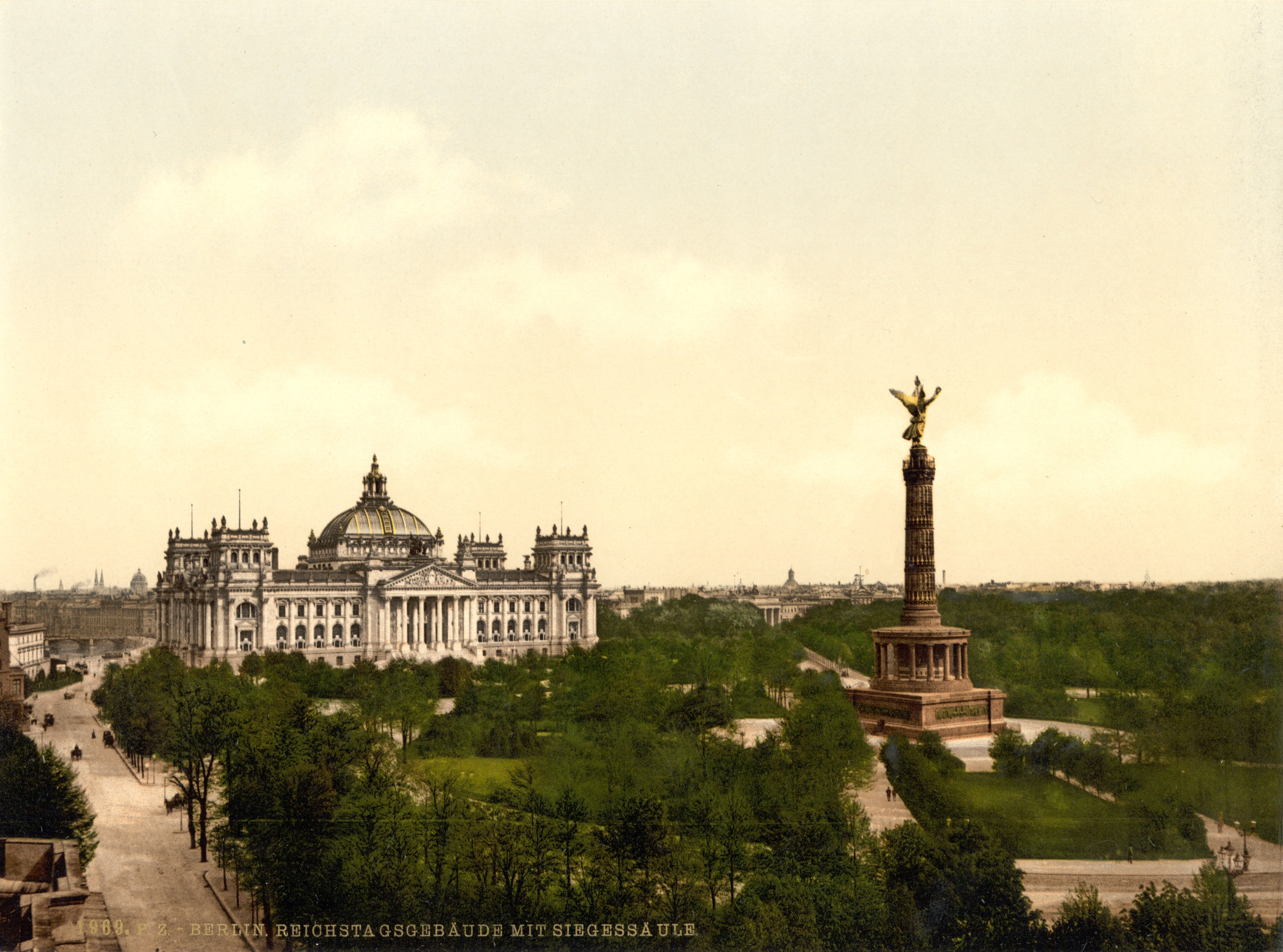
ستون پیروزی در اندازه و موقعیت اصلی خود، در کونیگزپلاتس برلین روبروی رایشستاگ، در سال ۱۹۰۰

### مکان و جابجایی

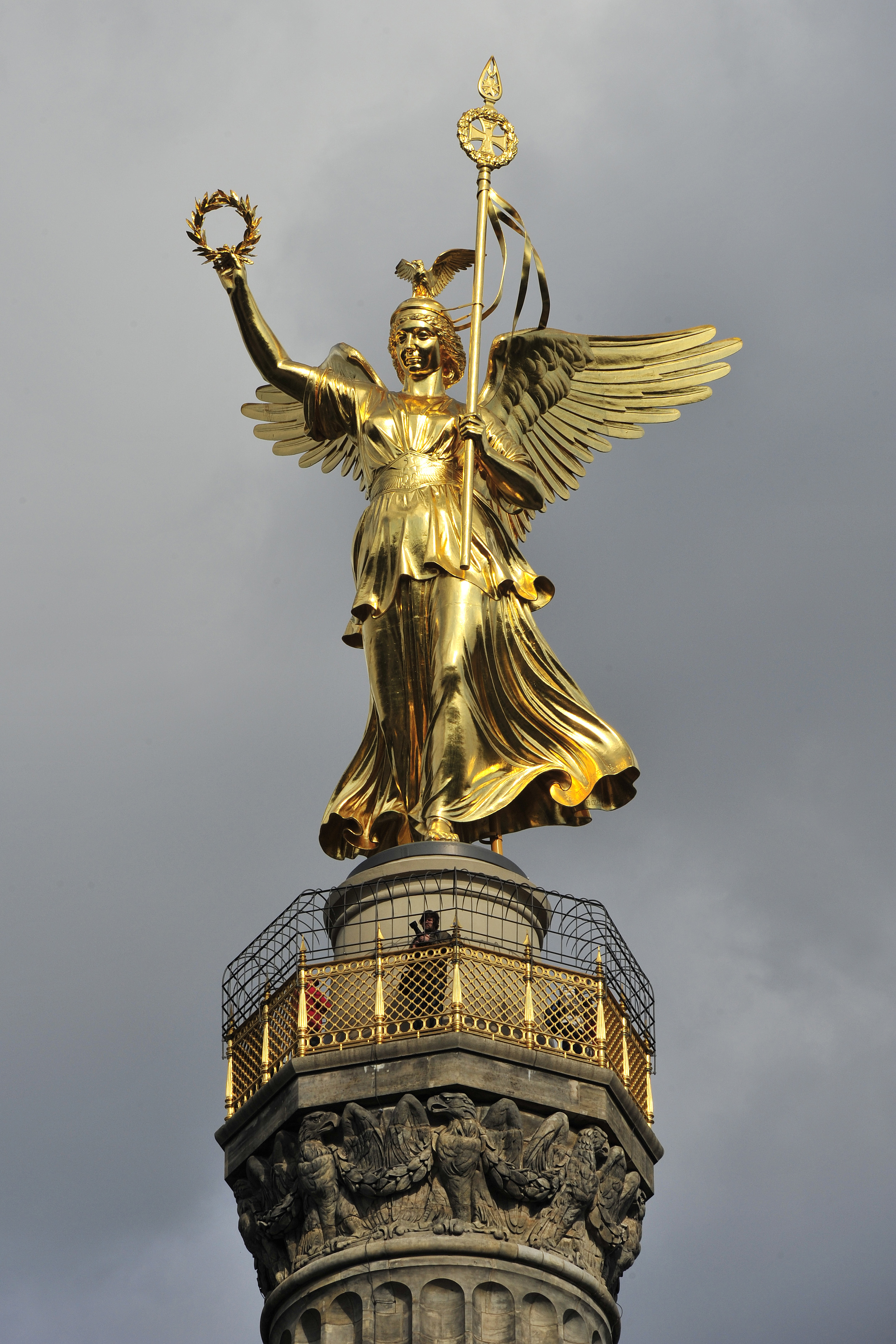
مجسمه ویکتوریا در بالای ستون

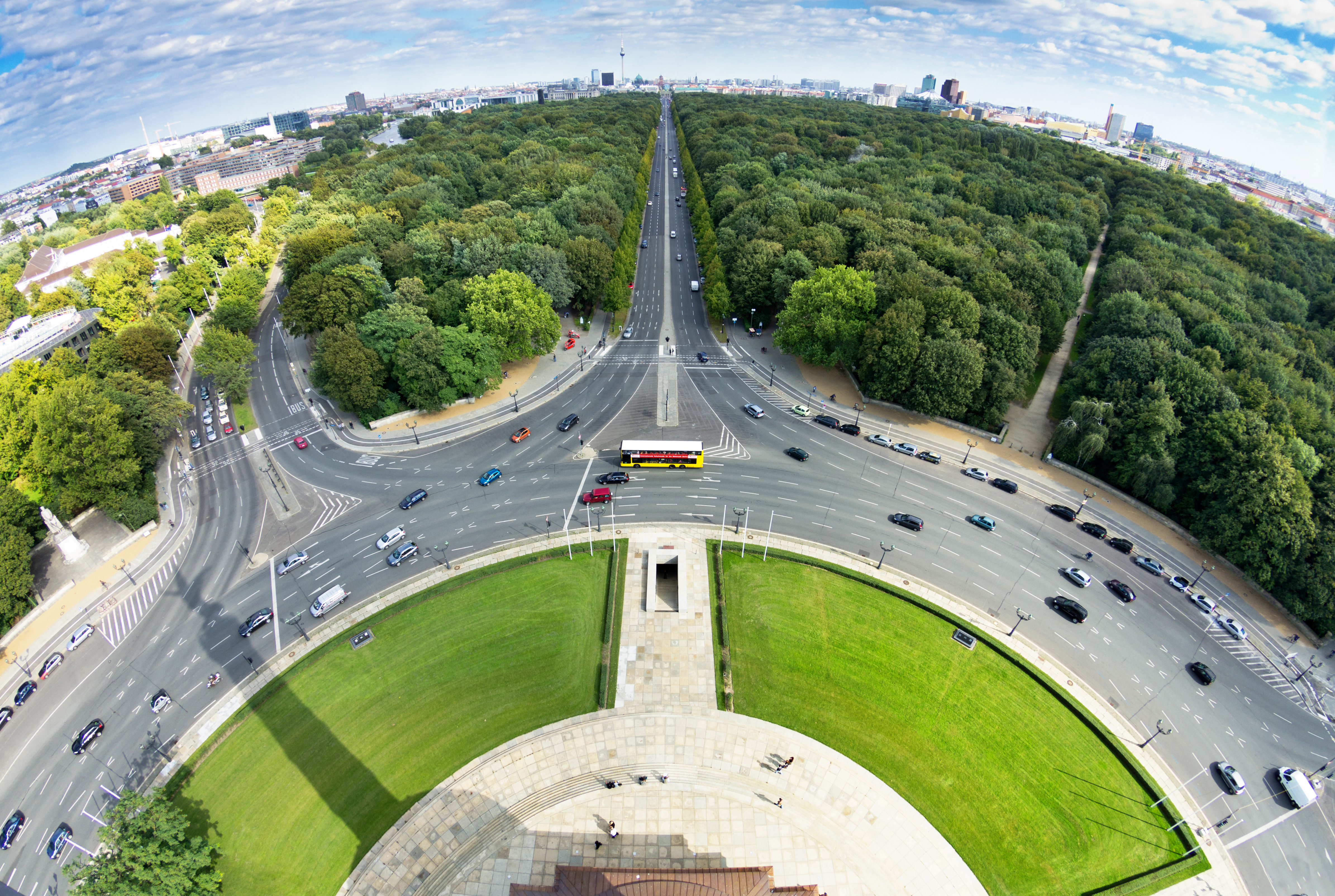
نمایی از سکوی ستون پیروزی به سمت دروازه براندنبورگ

ستون پیروزی در اصل در کونیگزپلاتس (پلاتس دِر ریپوبلیک یا میدان جمهوری فعلی)، در انتهای زیگه آله (خیابان پیروزی) قرار داشت. در سال ۱۹۳۹، به عنوان بخشی از آماده‌سازی نقشه‌های بزرگ برای طراحی مجدد برلین به ولتهاپتشتات گرمانیا (گرمانیا، پایتخت جهانی) نازی‌ها ستون را به محل فعلی خود در گروسر اشترن (ستاره بزرگ) منتقل کردند، تقاطع بزرگی در خیابان مرکزی برلین که از کاخ شهر برلین شروع می‌شد، از دروازه براندنبورگ می‌گذرد و به مناطق غربی شهر می‌رسد.
در همان زمان، ارتفاع ستون ۷٫۵ متر بلندتر شد و به ارتفاع فعلی آن یعنی ۶۶٫۸۹ متر رسید. این بنای تاریخی در جنگ جهانی دوم آسیبی ندید، در واقع جابجایی آن در سال ۱۹۳۹ آن را از خطر ویران شدن نجات داد، زیرا مکان قدیمی آن – در مقابل رایشستاگدر سال ۱۹۴۵ توسط حملات هوایی آمریکا نابود شد.
این ستون که توسط یک فلکه احاطه شده‌است، از طریق چهار تونل برای پیاده‌روها قابل دسترسی‌ست که در سال ۱۹۴۱ طبق نقشه‌های آلبرت اسپیر ساخته شدند.
گردشگران می‌توانند با پرداخت هزینه اندکی از طریق یک پله مارپیچ شیب دار با ۲۸۱ پله به بالای ستون بروند.

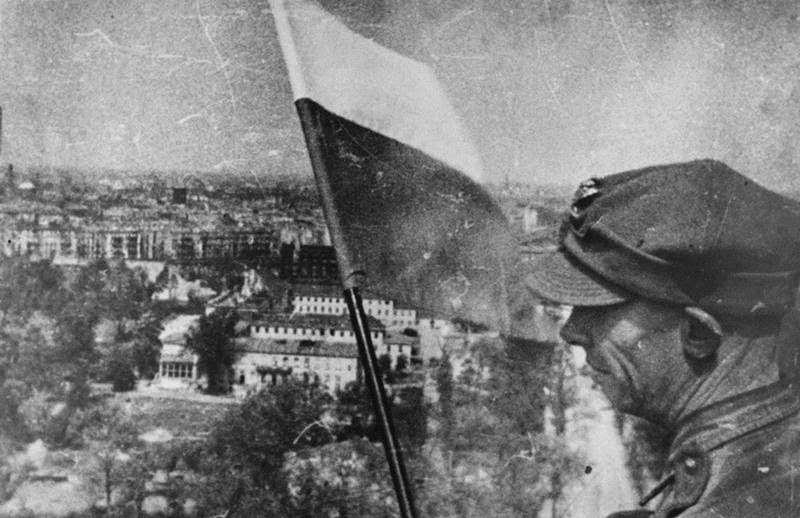
پرچم لهستان در بالای ستون پیروزی برلین در ۲ مه ۱۹۴۵ برافراشته شد.